# Seljeskog
Seljeskog es un pueblo del municipio de Salangen en Troms, Noruega. Se localiza al norte de Sjøvegan y al noroeste de Skårvika. Es sede del club deportivo Seljeskog IL.
El esquiador canadiense Nels Nelsen nació aquí en 1894.